# 18671 Zacharyrice
18671 Zacharyrice è un asteroide della fascia principale. Scoperto nel 1998, presenta un'orbita caratterizzata da un semiasse maggiore pari a 2,4608423 UA e da un'eccentricità di 0,1099315, inclinata di 5,37229° rispetto all'eclittica.